# Chamyna rubiginosa
Chamyna rubiginosa är en fjärilsart som beskrevs av Walker 1867. Chamyna rubiginosa ingår i släktet Chamyna och familjen nattflyn. Inga underarter finns listade i Catalogue of Life.